# Unione Sportiva Ideale 1925-1926
Questa pagina raccoglie i dati riguardanti l'Unione Sportiva Ideale nelle competizioni ufficiali della stagione 1925-1926.

## Rosa
| N. |                   | Ruolo | Calciatore              |
| -- | ----------------- | ----- | ----------------------- |
|    | Italia (bandiera) | D     | Michele Alboreto        |
|    | Italia (bandiera) |       | Bagnara                 |
|    | Italia (bandiera) | D     | Giovanni Cavaliere      |
|    | Italia (bandiera) | A     | Rocco Cavaliere (II)    |
|    | Italia (bandiera) | C     | Di Tullio               |
|    | Italia (bandiera) | C     | Gallino                 |
|    | Italia (bandiera) | A     | Umberto Guidobaldi (II) |
|    | Italia (bandiera) | P     | Libero Lodolo           |

| N. |                     | Ruolo | Calciatore         |
| -- | ------------------- | ----- | ------------------ |
|    | Italia (bandiera)   | D     | Martiradonna       |
|    | Italia (bandiera)   | A     | Maselli            |
|    | Ungheria (bandiera) | A     | Mazuka             |
|    | Italia (bandiera)   | A     | Ranieri            |
|    | Italia (bandiera)   | A     | Giovanni Solfrizzi |
|    | Italia (bandiera)   | D     | Spilotros          |
|    | Italia (bandiera)   | D     | Giuseppe Vacca (C) |
|    | Italia (bandiera)   | A     | Zoppi              |

## Risultati

### Prima Divisione

#### Sezione pugliese

##### Girone di andata
| Foggia 22 novembre 1925 1ª giornata | Foggia            | 0 – 0 referto | Ideale | Campo di via Ascoli\| Arbitro: \| Esposito (Napoli) \| |
| Arbitro:                            | Esposito (Napoli) |               |        |                                                        |

| Arbitro: | Battucci (Ancona) |

|                                 |           |                          |
| Mazzucca 72’ (rig.), 77’ (rig.) | Marcatori | 18’ Di Lorenzo 34’ Gallo |

| Arbitro: | Battucci (Ancona) |

|                                 |           |                   |
| Mazzucca 51’ (rig.) Ranieri 75’ | Marcatori | 8’, 44’ Palmisano |

| Arbitro: | Malagodi (Ferrara) |

|                            |           |               |
| Costantino 11’, 15’ (rig.) | Marcatori | 77’ Solfrizzi |

##### Girone di ritorno
| Bari 14 febbraio 1926 6ª giornata | Ideale           | 0 – 0 referto | Foggia | Campo San Lorenzo\| Arbitro: \| Cugnini (Ancona) \| |
| Arbitro:                          | Cugnini (Ancona) |               |        |                                                     |

| Arbitro: | De Michele (Taranto) |

|             |           |  |
| Piccolo 25’ | Marcatori |  |

| Arbitro: | Esposito (Napoli) |

|              |           |            |
| Bertucci 81’ | Marcatori | 5’ Maselli |

| Arbitro: | Celano (Roma) |

|  |           |                |
|  | Marcatori | 50’ Costantino |

## Statistiche

### Statistiche di squadra
| Competizione    | Punti | In casa | In casa | In casa | In casa | In casa | In casa | In trasferta | In trasferta | In trasferta | In trasferta | In trasferta | In trasferta | Totale | Totale | Totale | Totale | Totale | Totale | DR |
| Competizione    | Punti | G       | V       | N       | P       | Gf      | Gs      | G            | V            | N            | P            | Gf           | Gs           | G      | V      | N      | P      | Gf     | Gs     | DR |
| --------------- | ----- | ------- | ------- | ------- | ------- | ------- | ------- | ------------ | ------------ | ------------ | ------------ | ------------ | ------------ | ------ | ------ | ------ | ------ | ------ | ------ | -- |
| Prima Divisione | 5     | 4       | 0       | 3       | 1       | 4       | 5       | 4            | 0            | 2            | 2            | 2            | 4            | 8      | 0      | 5      | 3      | 6      | 9      | -3 |

### Statistiche dei giocatori
| Giocatore        | Prima Divisione | Prima Divisione |
| Giocatore        | Presenze        | Reti            |
| ---------------- | --------------- | --------------- |
| M. Alboreto      | 8               | 0               |
| G. Cavaliere (I) | 8               | 0               |
| Cavaliere (II)   | 7               | 0               |
| De Tullio        | 8               | 0               |
| Gallino          | 1               | 0               |
| Guidobaldi       | 5               | 0               |
| L. Lodolo        | 8               | -9              |
| Martiradonna     | 5               | 0               |
| Maselli          | 8               | 1               |
| Mazzucca         | 8               | 3               |
| Ranieri          | 3               | 1               |
| Solfrizzi        | 5               | 1               |
| Spilotros        | 8               | 0               |
| G. Vacca         | 4               | 0               |
| Zoppi            | 2               | 0               |